# Tutaul
Tutaul (russisch Тутаул) ist ein kleines Dorf in der Oblast Amur (Russland). Es liegt 230 km östlich von Tynda, der nächsten größeren Stadt, entfernt, im Tal des Flusses Tutaul (Nebenfluss der Seja). Es gibt vier Straßen und einen kleinen Bahnhof an der Baikal-Amur-Magistrale in der Ortsmitte. Das Dorf hat 396 Einwohner.